# 혼다 센터
혼다 센터(영어: Honda Center)은 미국 캘리포니아주 애너하임에 위치한 실내 경기장이다. 현재 NHL 애너하임 덕스의 홈경기장으로 사용되고 있으며, 과거 NBA 로스앤젤레스 클리퍼스의 제2홈경기장으로 사용했다.
1996년 3월 31일, WWF 레슬매니아 12가 개최되었다. 관객 수는 18,852명
2000년 4월 2일, WWF 레슬매니아 2000이 개최되었다. 관객 수는 18,742명

## NBA프리시즌 경기
| 날짜             | 팀1             | 스코어    | 팀2                   |
| ---------------- | --------------- | --------- | --------------------- |
| 2023년 10월 11일 | 새크라멘토 킹스 | 101 - 109 | 로스앤젤레스 레이커스 |

## 같이 보기
- 애너하임 덕스